# 安田善次
安田 善次（やすだ ぜんじ、1942年4月19日 - ）は、日本の実業家。元関東自動車工業相談役。学校法人名城大学理事。藍綬褒章受章。

## 経歴
岐阜県大垣市出身。1965年、名古屋大学経済学部卒業。同年、トヨタ自動車工業（現トヨタ自動車）入社。同社米州事業部部長、専務取締役等を経て、2004年関東自動車代表取締役社長、2008年代表取締役会長、2010年相談役。

## 年譜
- 1965年 名古屋大学経済学部卒業。トヨタ自動車工業（現 トヨタ自動車）入社
- 1992年 米州事業部部長
- 1996年 取締役
- 1999年 常務取締役
- 2001年 専務取締役
- 2004年 関東自動車工業代表取締役社長
- 2008年 代表取締役会長
- 2009年 藍綬褒章受章[1]
- 2010年 工業相談役